# Kadokawa Shoten
Kadokawa Shoten (角川書店?), anterior Kadokawa Shoten Co., Ltd. (株式会社角川書店 Kabushiki gaisha Kadokawa Shoten?), este o editură japoneză și divizie a grupului Kadokawa Future Publishing, cu sediul la Tokyo, Japonia. Ea a devenit o divizie internă a Kadokawa Corporation la 1 octombrie 2013. Editura Kadokawa a publicat atât manga, precum Sora no Otoshimono (Heaven's Lost Property), cât și reviste, precum revista Newtype. De la înființarea sa, Kadokawa s-a extins în sectorul multimedia, în special în domeniul jocurilor video (prin Kadokawa Games) și filmelor (prin Kadokawa Pictures).

## Istoric

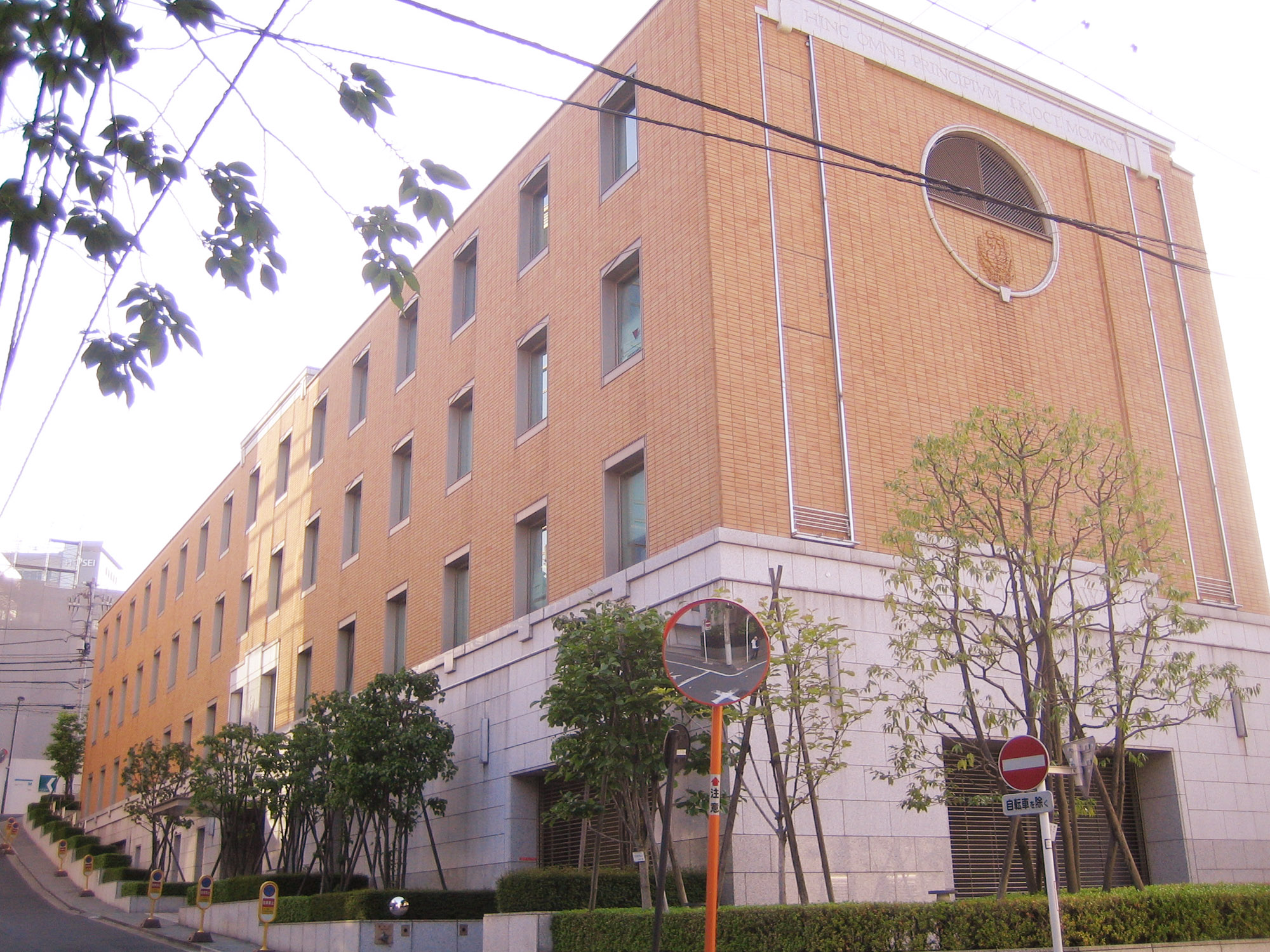
Sediul central al editurii Kadokawa Shoten.

Kadokawa Shoten a fost înființată la 10 noiembrie 1945 de către Genyoshi Kadokawa (1917-1975). Prima marcă editorială a companiei, Kadokawa Bunko, a fost lansată în 1949. Kadogawa a devenit o companie publică la 2 aprilie 1954.
În anul 1975 președintele companiei Kadokawa Shoten a devenit Haruki Kadokawa, fiul fondatorului, în urma morții lui Genyoshi Kadokawa. La 1 aprilie 2003 Kadokawa Shoten a devenit o subsidiară cu afaceri de editare în cadrul conglomeratului Kadokawa Holdings. La 1 iulie 2006 compania-mamă a fost redenumită Kadokawa Group Holdings, iar în ianuarie 2007 Kadokawa Group Holdings a preluat administrarea afacerilor companiei Kadokawa Shoten. Activitatea de publicare a revistelor a fost transferată către Kadokawa Magazine Group. Diviziile de jocuri video ale Kadokawa Shoten, ASCII Media Works și Enterbrain au fuzionat, formând compania Kadokawa Games.
Kadokawa Shoten a încetat să mai fie o kabushiki gaisha la 1 octombrie 2013, când a fuzionat cu alte opt companii și a devenit astfel o editură membră a grupului Kadokawa Corporation.

## Subsidiare
- Kadokawa Haruki Corporation: A fost fondată în 1976 de Haruki Kadokawa ca o companie de producție de film. Ulterior, compania a fuzionat cu Kadokawa Shoten. Când Haruki Kadokawa se afla încă în libertate pe cauțiune, după arestarea sa din 1993, a fondat pe 12 septembrie 1995 compania Kadokawa Haruki Corporation ca editură.
- Fujimi Shobo: În 1991 Fujimi Shobo a fuzionat cu Kadokawa Shoten, dar și-a continuat operațiunile ca divizie a Kadokawa Shoten.
- The Television: În 1993 a fuzionat cu Kadokawa Shoten.
- Kadokawa Media Office: În 1993 a fuzionat cu Kadokawa Shoten.
- Kadokawa J-com media
- Kadokawa Gakugei Shuppan Publishing: anterior Hichō Kikaku, a fost redenumită la 1 aprilie 2003.
- Kadokawa Digix
- Kids Net
- Asmik Ace Entertainment : În 2006 Sumitomo Corporation a achiziționat un stoc de 27,6% din acțiunile Asmik Ace de la Kadokawa Shoten și a distribuit 75,3% din acest stoc către o subsidiară a grupului Sumitomo, lăsând companiei Kadokawa Shoten un stoc de acțiuni de 20%. În 2007 participația companiei Kadokawa în cadrul Asmik Ace a fost transferată către Kadokawa Group Holdings. În 2010 Sumitomo a achiziționat restul de 20% de la Kadokawa Group Holdings.
- Cinema Paradise
- Taiwan Animate
- Chara Ani

## Reviste publicate
- .hack//G.U.: The World
- Asuka
- Asuka CIEL
- Ceil TresTres
- Comp Ace
- Comptiq
- Gundam Ace
- Kerokero Ace
- Monthly Ace Next (apariție întreruptă)
- Newtype
- Shōnen Ace
- The Sneaker (apariție întreruptă)
- Young Ace
- Altima Ace
- Another

## Mărci de romane Light
- Kadokawa Beans Bunko
- Kadokawa Bunko CrossLove
- Seria Kadokawa Gin no Saji
- Kadokawa Sneaker Bunko
- Kadokawa Ruby Bunko
- Kadokawa Tsubasa Bunko

## Seriale manga publicate
- .hack//Legend of the Twilight
- Angelic Layer
- Baka and Test
- Basquash!
- Bio Booster Armor Guyver
- Black Rock Shooter
- Brain Powerd
- Cardfight!! Vanguard
- Chrono Crusade
- Cloverfield/Kishin (prequel al filmului)
- Cowboy Bebop
- Code Geass
- Cowboy Bebop: Shooting Star
- Deadman Wonderland
- Dragon Half
- Girls Bravo
- Escaflowne The movie: Girl In Gaya
- Escaflowne: The Series
- Eureka Seven
- Hakkenden
- Haruhi Suzumiya
- Highschool of the Dead
- Hybrid Child
- Junjo Mistake
- Junjo Romantica: Pure Romance
- Kannazuki no Miko
- Kantai Collection
- Kemono Friends
- Kerberos Panzer Cop
- Legal Drug
- Love Stage!!
- Lucky Star
- Ludwig II
- Maoyū Maō Yūsha
- Marionette Generation
- Martian Successor Nadesico
- Mirai Nikki
- Miyuki-chan in Wonderland
- Multiple Personality Detective Psycho
- Neon Genesis Evangelion
- Nichijou
- Record of Lodoss War
- Rental Magica
- Romeo × Juliet
- Sekai-ichi Hatsukoi (The World's Greatest First Love)
- Sgt. Frog
- Shangri-La
- Shibuya Fifteen
- Shirahime-Syo: Snow Goddess Tales
- Slayers
- Sora no Otoshimono (Heaven's Lost Property)
- Steel Angel Kurumi
- Strider Hiryu
- Super Lovers
- Tenchi Muyo!
- The Kurosagi Corpse Delivery Service
- The One I Love
- The Vision of Escaflowne
- Tokumei Kakarichō Tadano Hitoshi
- Shin Tokumei Kakarichō Tadano Hitoshi
- Trinity Blood
- X
- Yamada Taro Monogatari
- Tokyo ESP

## Jocuri video lansate și dezvoltate
Lansate
- Abarenbou Princess
- Buile Baku (cunoscut în Europa ca Detonator) (dezvoltat de KAZe)
- Lunar: Silver Star Story Complete
- Lunar 2: Eternal Blue Complete
- Sorcerous Stabber Orphen
- Yōkai Buster: Ruka no Daibōken (cunoscut în America de Nord ca The Jetsons: Invasion of the Planet Pirates) (dezvoltat de Sting)
- Lodoss Tou Senki (dezvoltat de HummingBirdSoft) (Super Famicom) 1995
- Hippa Linda (cunoscut în America de Nord ca Stretch Panic și în Europa ca Freak Out) (Sony PlayStation 2) (dezvoltat de Treasure Co., Ltd.) 2001
- Sora no Otoshimono Forte: Dreamy Season (Nintendo DS) 2011
- Steins;Gate (PlayStation Portable) 2011
- Lollipop Chainsaw
- Killer is Dead
- Rodea the Sky Soldier (Nintendo Wii U) și (Nintendo 3DS)

Dezvoltate
- EbiKore+ Amagami (PlayStation Portable)
- Earth Seeker
- Sora no Otoshimono Forte: Dreamy Season (Nintendo DS) 2011
- Kantai Collection
- Natural Doctrine
- Demon Gaze
- Killer is Dead (Microsoft Windows)

## Legături externe
- ja  Kadokawa Shoten's official website
- ja  Kadokawa's official website